# Strippaggio del CO

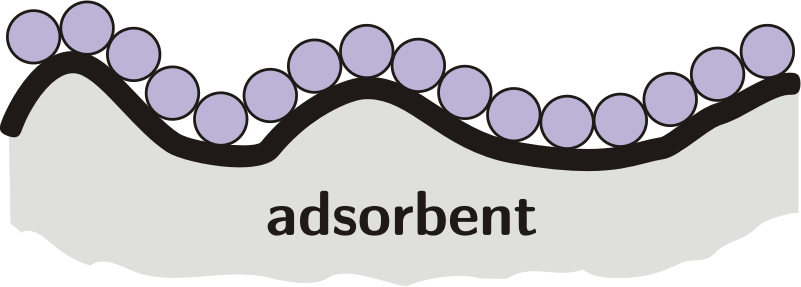
Rappresentazione dell'adsorbimento monostrato.

In elettrochimica, lo strippaggio del CO è una tecnica voltammometrica in cui un monostrato di monossido di carbonio ({\displaystyle {\ce {CO}}}), adsorbito sulla superficie di un elettrocatalizzatore, viene elettrochimicamente ossidato e quindi rimosso dalla superficie. Su elettrocatalizzatori del tipo Pt/C (platinum on carbon), il picco associato all'elettroossidazione si trova tra 0,5 e 0,9 V a seconda delle caratteristiche e delle proprietà strutturali del campione.

## Principio
Alcuni metalli, come il platino, adsorbono facilmente il monossido di carbonio, che causa disattivazione del catalizzatore bloccando i siti attivi e riducendone l'attività.

Tuttavia, la forte affinità del CO a questo tipo di catalizzatori può essere utile per ricavarne indirettamente, misurando la quantità di CO adsorbito, l'area attiva. Sono state inoltre sviluppati metodi per ottenere informazioni sulla struttura dell'elettrodo.

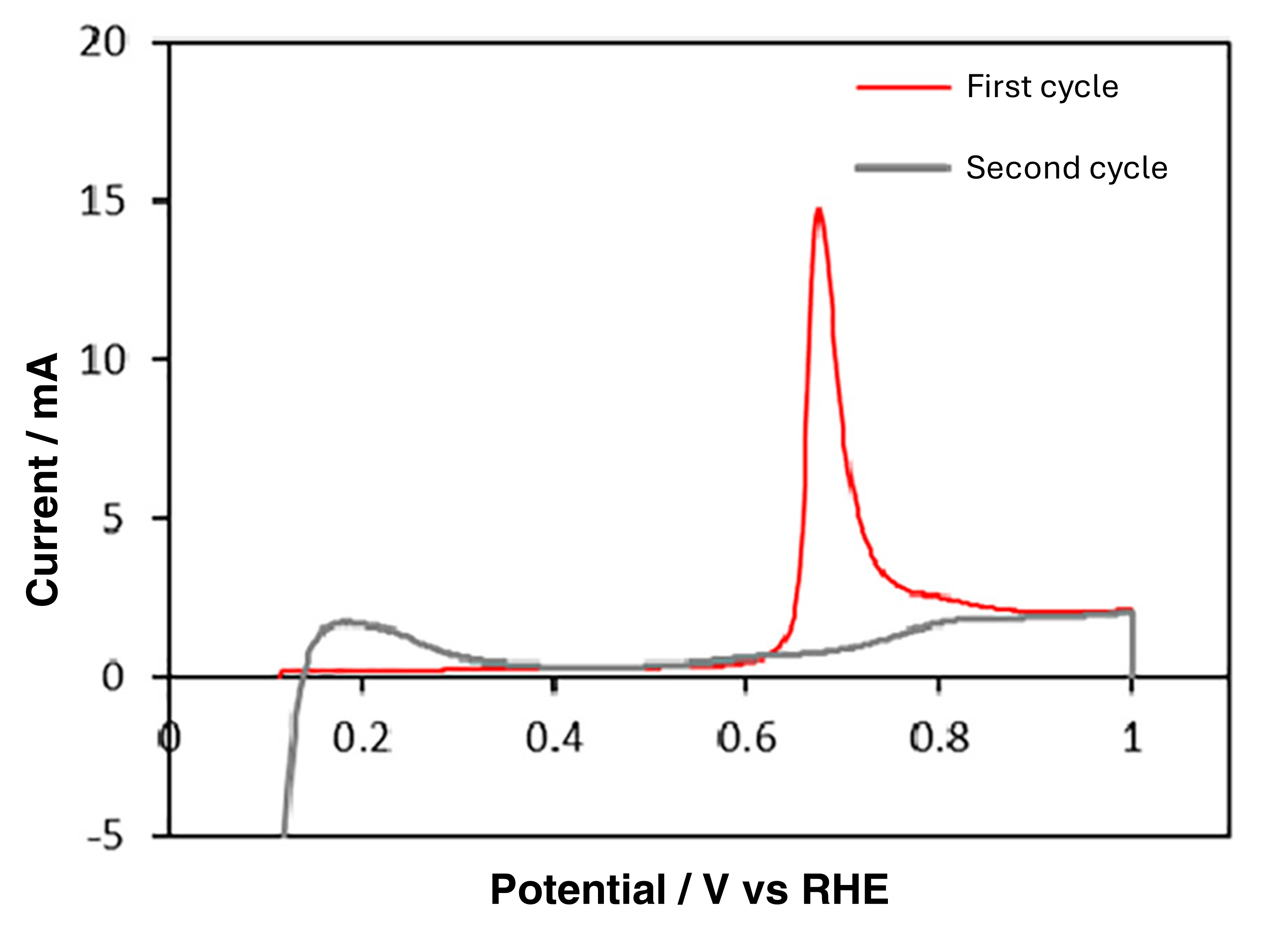
Esempio di voltammetria ciclica in cui è visibile il picco del CO in una cella a combustibile PEM.

La valutazione può essere effettuata attraverso tecniche di voltammetria ciclica, che consiste nell'applicare un potenziale crescente all'elettrodo di lavoro, rispetto all'elettrodo di riferimento, con una velocità di scansione costante in un intervallo in cui si verificano reazioni di trasferimento elettronico limitate dall'adsorbimento superficiale. A potenziali diversi è possibile individuare dei picchi di corrente che sono indicatori di reazioni specifiche.
Il picco caratteristico del CO deriva dalla carica rilasciata durante il processo di desorbimento dalla superficie del metallo, che avviene in presenza di una specie ossigenata, secondo la reazione complessiva:
{\displaystyle {\ce {M-CO + H2O -> M + CO2 + 2H+ + 2e-}}}
Tipicamente, una misura di strippaggio del CO segue una serie di passaggi:
1. Pulizia del catalizzatore attraverso voltammetria ciclica in atmosfera inerte.
2. Adsorbimento del CO sull'elettrodo di lavoro mediante alimentazione di monossido di carbonio miscelato ad un gas inerte per alcuni minuti a bassi potenziali.
3. Una volta che tutti i siti attivi sono stati disattivati dal CO, i residui gassosi vengono rimossi utilizzando un gas inerte.
4. È necessario misurare almeno due cicli di voltammetria per valutare la variazione di corrente dal ciclo con picco del CO rispetto al ciclo standard.

## Applicazioni

### Valutazione dell'area attiva
La principale applicazione dello stippaggio del CO è la determinazione della superficie elettrochimicamente attiva ({\displaystyle ECSA}). Rispetto alle misure di adsorbimento/desorbimento dell’idrogeno, è stato riscontrato che fornisce una stima più affidabile dell’area attiva.
La carica di desorbimento del CO può essere calcolata dal voltammogramma ciclico come integrale della corrente di picco a essa associata, dopo aver sottratto i contributi di altri fenomeni come la corrente del doppio strato elettrico, che possono essere valutati dai cicli successivi. Di conseguenza, la carica si calcola come:
{\displaystyle Q_{CO}={\frac {1}{v}}\int _{V_{0}}^{V_{1}}(I_{CO,des}-I_{base})dV}
dove:
- {\displaystyle v} è la velocità con cui varia il potenziale.
- {\displaystyle V_{0}} è il potenziale a cui inizia il desorbimento del CO.
- {\displaystyle V_{1}} è il potenziale a cui il monossido di carbonio pre-adsorbito è completamente rimosso.
- {\displaystyle I_{CO,des}} è la corrente misurata durante il primo ciclo, quando il CO viene desorbito dalla superficie del catalizzatore.
- {\displaystyle I_{base}} è la corrente di fondo che tiene conto di tutti gli altri fenomeni e viene misurata nei cicli successivi.

La superficie elettrochimicamente attiva si ottiene poi dividendo la carica ottenuta per la carica teorica di adsorbimento di un monostrato di CO su un elettrodo liscio ({\displaystyle \sigma _{m}}), che per il platino è assunta essere pari a 420 {\displaystyle \mu C/cm_{Pt}^{2}}:
{\displaystyle ECSA={\frac {Q_{CO}}{\sigma _{m}}}}

### Caratterizzazione dell'interfaccia metallo-ionomero

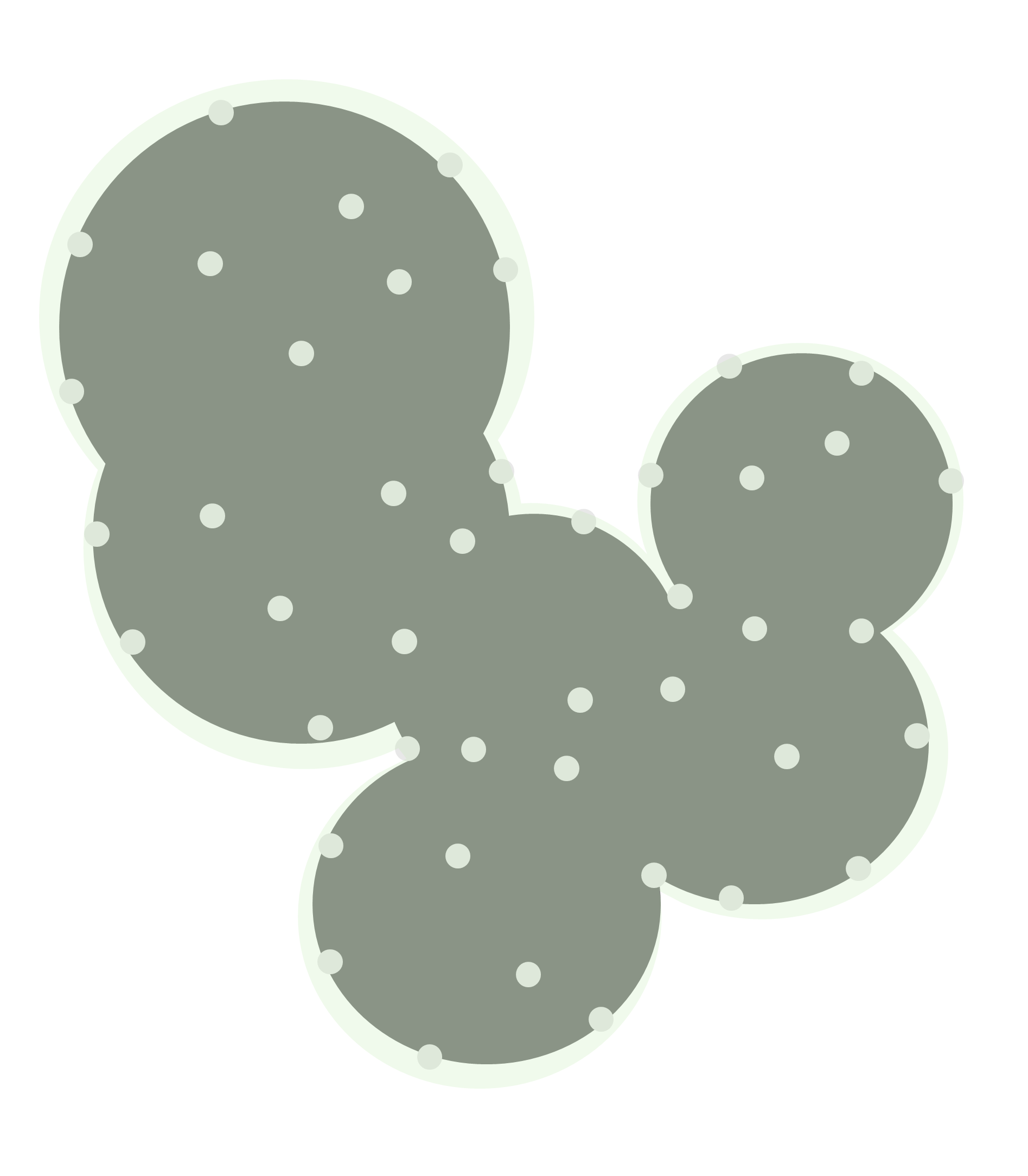
Elettrocatalizzatore Pt/C con film sottile di ionomero.

Nelle celle elettrochimiche che utilizzano un elettrolita solido, gli elettrodi contengono un sottile film di un polimero conduttore di ioni, chiamato ionomero, che consente il trasporto di ioni da e verso i siti attivi dell’elettrocatalizzatore. Tuttavia, la sua presenza è anche considerata causa di un ridotto trasporto dei reagenti a causa dell’avvelenamento localizzato del catalizzatore provocato dall’adsorbimento di specie ioniche.
La natura e la quantità degli ioni che ricoprono il catalizzatore possono essere stimate nelle fasi iniziali della misura di strippaggio del CO, misurando la carica di spostamento (displacement) risultante dalla sostituzione delle specie ioniche adsorbite con il CO.
A seconda della specie spostata, catione ({\displaystyle {\ce {Ca^+}}}) o anione ({\displaystyle {\ce {An^-}}}), è possibile misurare rispettivamente una corrente ossidativa o riduttiva:
{\displaystyle {\ce {M-Ca + CO -> M-CO + Ca^+ + e^-}}}
{\displaystyle {\ce {M-An + CO + e- -> M-CO + An^-}}}
Di conseguenza, la distribuzione di specie ioniche adsorbite può essere calcolata come rapporto tra la carica di spostamento e la carica di desorbimento del CO. Considerando che la reazione complessiva di ossidazione del CO coinvolge due elettroni:
{\displaystyle \Theta _{dis}={\frac {2Q_{dis}}{Q_{CO}}}}
dove {\displaystyle \Theta _{dis}} è una misura della distribuzione delle specie ioniche sulla superficie del catalizzatore, {\displaystyle Q_{dis}} è la carica di spostamento e {\displaystyle Q_{CO}} è la carica di desorbimento del CO.

### Valutazione della distribuzione di ionomero
Oltre all’interfaccia ionomero-metallo, le tecniche basate sul CO stripping possono essere utilizzate per valutare la distribuzione dell’ionomero sull’elettrodo.
È stato osservato che, in condizioni in cui la reazione è limitata dai reagenti, la resistenza al trasporto di massa, misurabile tramite tecniche appositamente sviluppate, mostra una dipendenza lineare rispetto all’area attiva dell’elettrodo. In dettaglio, la resistenza diffusiva dei reagenti attraverso il film sottile di ionomero aumenta al diminuire dell’area attiva misurata, mentre le componenti di diffusione molecolare e di Knudsen restano costanti.
Di conseguenza, controllando la quantità di monossido di carbonio adsorbito sul catalizzatore metallico, è possibile derivare una correlazione tra le diverse resistenze che sono direttamente influenzate dalla presenza e dalla disposizione dello ionomero, ottenendo così informazioni sulla struttura dell'elettrodo.
Misurando la {\displaystyle ECSA} in condizioni in cui i siti attivi non coperti dallo ionomero sono bloccati (ad esempio riempiendo l'elettrodo con un fluido che impedisca la conduzione ionica), e quindi misurando solo l'area attiva dei siti coperti dallo ionomero, è possibile valutare la distribuzione dello ionomero come rapporto tra il nuovo valore ottenuto e quello risultante da uno strippaggio del CO standard.

### Valutazione della tolleranza al CO del catalizzatore
Le celle elettrochimiche che utilizzano idrogeno sono particolarmente soggette all’avvelenamento da CO a causa del modo in cui l’idrogeno viene prodotto. Infatti, la maggior parte dell’idrogeno disponibile in commercio proviene dalla reazione di reforming con vapore del metano:
{\displaystyle {\ce {CH4 + H2O -> CO + 3H2}}}
La molecola di CO viene successivamente ossidata tramite la reazione di spostamento del gas d'acqua e l’idrogeno viene separato dal biossido di carbonio:
{\displaystyle {\ce {CO + H2O -> CO2 + H2}}}
Tuttavia, alcune impurità possono rimanere nel combustibile, rendendo necessario l’impiego di catalizzatori con elevata tolleranza al CO. In questo contesto, lo strippaggio del CO viene utilizzato per valutare il potenziale a cui il monossido di carbonio inizia ad ossidarsi sulla superficie del catalizzatore per effetto delle specie ossigenate; un potenziale più basso indica una migliore tolleranza al CO.